# Lady Jessica
Lady Jessica a Dűne-univerzum szereplője. Az 1965-ben megjelent Frank Herbert A Dűne című regényének egyik főszereplője. Leto Atreides herceg ágyasa és fiának, Paulnak az édesanyja.